# 郭振復
郭振復（2001年2月22日—）為臺灣男子籃球運動員，就讀宜蘭高中二年級時萌生當老師的想法，於是高中畢業後南下入讀國立高雄師範大學，到了大二發現對當老師沒有興趣，改以進入職籃為目標。2023年7月14日，郭振復在T1聯盟新人選秀會上獲得臺中太陽青睞。7月18日，郭振復在超級籃球聯賽新人選秀會第一輪第三順位被臺灣銀行選中。7月27日，臺灣銀行宣布郭振復加盟球隊。

## 外部連結
- 郭振復在Eurobasket.com（球員）（英语）
- 郭振復在Flashscore（英语）